# José Risco Montalván
José Luis Risco Montalván (Lima, 24 de septiembre de 1956) es un abogado, obrero, dirigente sindical y político afroperuano. Fue congresista de la república durante el periodo 2001-2006 y dirigente de la Federación de Trabajadores Construcción Civil.

## Biografía
José Risco nació en el distrito del Rímac, el 24 de septiembre de 1956.
Realizó sus estudios primarios en la Institución Educativa Manuel Pardo y los secundarios en el Instituto Experimental 08 y en la Gran Unidad Escolar Nicolás de Piérola en el distrito de El Agustino.
Laboró como obrero de la Federación de Trabajadores Construcción Civil (FTCCP) donde fue dirigente sindical y luego estudió la carrera de Derecho en la Universidad Alas Peruanas. En el sector público se desempeñó como coordinador del Ministerio de Vivienda, Construcción y Saneamiento entre 2007 y 2010.

## Carrera política
José Risco se inició políticamente cuando militó en el Partido Comunista Peruano y luego integró la coalición Izquierda Unida. Posteriormente en las elecciones generales del año 2000, Risco postuló al Congreso de la República por el partido Unión por el Perú, sin embargo, no resultó elegido.
En junio del mismo año, Risco fue convocado por el partido Perú Posible, al ser secretario general de Construcción Civil, para que convocara a las organizaciones de la sociedad civil con el fin de participar en la Marcha de los Cuatro Suyos encabezada por Alejandro Toledo contra el régimen de Alberto Fujimori.

### Congresista de la República
Ante la caída del gobierno de Alberto Fujimori y el inicio del gobierno de transición de Valentín Paniagua, se decidieron convocar a nuevas elecciones generales para el año 2001. Ese mismo año, Risco fue integrado por Lourdes Flores a su coalición política denominada Unidad Nacional e integrada por el Partido Popular Cristiano, Solidaridad Nacional, Renovación Nacional y Cambio Radical. Posteriormente Flores Nano anunció a Risco como candidato a la segunda vicepresidencia de su plancha presidencial y como candidato al Congreso de la República, sin embargo, su integración a Unidad Nacional generó polémicas debido a la postura ideológica de Risco con el comunismo y también sobre la polémica que desató durante una entrevista en el programa El Francotirador del periodista Jaime Bayly, donde Risco no supo contestar la pregunta del periodista acerca de los presidentes del Perú. Culminando los procesos electorales, la candidatura presidencial de Flores quedó en el tercer lugar de las preferencias y Risco logró solo ser elegido como congresista de la república, obteniendo 43,184 votos, y fue juramentado para el periodo parlamentario 2001-2006.
En su labor parlamentaria fue presidente de la Comisión de Vivienda y Construcción. En una entrevista a un diario periodístico, Risco denunció ser víctima de actos de racismo por parte de algunos parlamentarios y anunció también su renuncia a la Comisión de Justicia del Congreso ante la falta de no ser escuchado. Risco se apartó de la bancada de Unidad Nacional tras discrepancias internas y luego se integró a la bancada Unión Parlamentaria Descentralista conformada por los partidos Unión por el Perú, Acción Popular y Somos Perú.
Culminando su periodo congresal, Risco decidió participar en las elecciones municipales del año 2006 y luego fue presentado como candidato a la alcaldía de distrito de La Victoria por el Partido Aprista Peruano en calidad de invitado, donde quedó en el segundo lugar frente al triunfo de Alberto Sánchez-Aizcorbe. De la misma manera en las elecciones del año 2010 como miembro del partido Cambio Radical de José Barba Caballero, donde también fue vocero de la campaña municipal de Álex Kouri. Posteriormente en las elecciones generales del año 2011, Risco nuevamente postuló al Congreso de la República por Cambio Radical quedando sin éxito con solamente 1,487 votos.
En las elecciones del año 2016 postuló nuevamente como congresistas como miembro del Partido Orden del exministro Ántero Flores-Aráoz, donde se desempeñó como secretario nacional de trabajadores.
Desde el año 2023 trabajó en el Congreso de la República como asesor de la congresista Gladys Echaíz.